# Gabinet Bettel-Schneider
El Gabinet Bettel-Schneider va formar el govern de Luxemburg del 4 de desembre de 2013. Està liderat pel primer ministre Xavier Bettel i viceprimer ministre Etienne Schneider. Es va formar després de les eleccions legislatives luxemburgueses de 2013 a la Cambra de Diputats. El govern és una coalició entre el Partit Democràtics (DP), el Partit Socialista dels Treballadors (LSAP), i Els Verds.

## Composició
| Nom | Nom                | Partit    | Càrrec                                                                                                  |
| --- | ------------------ | --------- | --- |
|     | Xavier Bettel      | DP        | Primer Ministre Ministre de Mitjans de Comunicació Ministre d'Afers Religiosos Ministre d'Estat         |
|     | Etienne Schneider  | LSAP      | Viceprimer Ministre Ministre de Defensa Ministre d'Economia Ministre de Seguretat Interior              |
|     | Jean Asselborn     | LSAP      | Ministre d'Afers exteriors Ministre d'Immigració i d'Asil                                               |
|     | Félix Braz         | Els Verds | Ministre de Justícia                                                                                    |
|     | Nicolas Schmit     | LSAP      | Ministre de Treball                                                                                     |
|     | Romain Schneider   | LSAP      | Ministre de la Cooperació i l'Acció Ministre de a Seguretat Social Ministre dels Esports                |
|     | François Bausch    | Els Verds | Ministre de Desenvolupament Sostenible i Infraestructura                                                |
|     | Fernand Etgen      | DP        | Ministre d'Agricultura i Viticultura                                                                    |
|     | Maggy Nagel        | DP        | Ministre de la Cultura Ministre d'Habitatge                                                             |
|     | Pierre Gramegna    | DP        | Ministre de Finances                                                                                    |
|     | Lydia Mutsch       | LSAP      | Ministra de Igualtat d'Oportunitats Ministre de Salut                                                   |
|     | Daniel Kersch      | LSAP      | Ministre de l'Interior Ministre de la Funció Pública i Reforma Administrativa and Administrative Reform |
|     | Claude Meisch      | DP        | Ministre d'Educació Nacional, Infancia i Joventud Ministre d'Ensenyament superior i Recerca             |
|     | Corinne Cahen      | DP        | Ministra de la Família i la Integració                                                                  |
|     | Carole Dieschbourg | Els Verds | Ministre de Medi Ambient                                                                                |